# Lijst van afleveringen van SpongeBob SquarePants (seizoen 12)
Dit is een lijst van afleveringen van seizoen 12 van SpongeBob SquarePants. Dit seizoen telt 26 afleveringen. De eerste aflevering van dit seizoen werd op 11 november 2018 in de Verenigde Staten uitgezonden.
| Aflevering (seizoen) | Aflevering (serie) | Titel | Eerste uitzenddatum                | Eerste uitzenddatum               |
| -------------------- | ------------------ | --- | ---------------------------------- | --------------------------------- |
| 1                    | 242                | FarmerBob (Boerenbob) Gary & Spot (Gerrit & Spot) | 11 november 2018 27 juli 2019      | 12 maart 2019 11 november 2019    |
| 2                    | 243                | The Nitwitting (Het nitwitten) The Ballad of Filthy Muck (De ballade van Ranzigheid) | 13 januari 2019 20 januari 2019    | 13 maart 2019 14 maart 2019       |
| 3                    | 244                | The Krusty Slammer (Het Krokante gevang) Pineapple RV (Ananas camper) | 27 januari 2019 17 juli 2020       | 15 maart 2019 8 juni 2020         |
| 4                    | 245                | Gary's Got Legs (Gerrit krijgt pootjes) King Plankton (Koning Plankton) | 27 juli 2019 22 juni 2019          | 12 november 2019 13 november 2019 |
| 5                    | 246                | Plankton's Old Chum (Planktons oude aas) Stormy Weather (Storm op komst) | 30 november 2019 22 juni 2019      | 16 maart 2020 14 november 2019    |
| 6                    | 247                | Swamp Mates (Moeraskameraadjes) One Trick Sponge (Goochelspons) - In deze aflevering werd de stem van Sandy ingesproken door Nicoline Pouwer-van Doorn, in plaats van door haar vaste stemactrice, Lottie Hellingman, reden is onbekend. | 11 april 2020                      | 30 april 2020 14 mei 2020         |
| 7                    | 248                | The Krusty Bucket (De Krokante emmer) Squid's on a Bus (Octo neemt de bus) | 10 augustus 2019 28 september 2019 | 7 oktober 2019 8 oktober 2019     |
| 8                    | 249                | Sandy's Nutty Nieces (Sandy's gekke nichtjes) Insecurity Guards (Onbeveiligingsagenten) | 29 juni 2019                       | 9 oktober 2019 10 oktober 2019    |
| 9                    | 250                | Broken Alarm (Kapotte wekker) Karen's Baby (De baby van Karen) | 6 juli 2019 10 augustus 2019       | 11 oktober 2019 14 oktober 2019   |
| 10                   | 251                | Shell Games (Schildspelletjes) Senior Discount (Seniorenkorting) | 7 maart 2020 6 juli 2019           | 11 mei 2020 18 maart 2020         |
| 11                   | 252                | Mind the Gap (Pas op de spleet) Dirty Bubble Returns (Bruine Luchtbel keert terug) | 14 september 2019 23 november 2019 | 19 maart 2020 17 maart 2020       |
| 12                   | 253                | Jolly Lodgers (Leuke logees) Biddy Sitting (Oudje-sitters) | 7 maart 2020 8 februari 2020       | 12 mei 2020 18 maart 2020         |
| 13 + 14              | 254 + 255          | SpongeBob's Big Birthday Blowout (SpongeBob's verjaardags uitje) | 12 juli 2019                       | 13 juli 2019                      |
| 15                   | 256                | SpongeBob in RandomLand (SpongeBob in Willekeurland) SpongeBob's Bad Habit (SpongeBob's slechte gewoonte) | 21 september 2019                  | 15 oktober 2019 16 oktober 2019   |
| 16                   | 257                | Handemonium (Handenbinder) Breakin' (Pauze) | 23 november 2019 14 september 2019 | 19 maart 2020 24 oktober 2020     |
| 17                   | 258                | Boss for a Day (Baas voor een dag) The Goofy Newbie (Het pinda piepeltje) | 17 juli 2020 28 september 2019     | 20 maart 2020 17 november 2020    |
| 18                   | 259                | The Ghost of Plankton (Plankton het spook) My Two Krabses (De twee krabsen) | 12 oktober 2019 18 januari 2021    | 15 november 2019 17 mei 2021      |
| 19                   | 260                | Knock Knock, Who's There? (Klop, klop, wie is daar?) Pat Hearts Squid (Patrick hartje Octo) | 23 april 2021 9 juli 2021          | 18 mei 2021 20 december 2021      |
| 20                   | 261                | Lighthouse Louie (Louie lichttoren) Hiccup Plague (De hikplaag) | 18 januari 2021 22 april 2022      | 20 maart 2020 TBA                 |
| 21                   | 262                | A Cabin in the Kelp (Een hutje in het wier) The Hankering (De hunkering) | 12 oktober 2019 30 november 2019   | 24 maart 2020 25 maart 2020       |
| 22                   | 263                | Who R Zoo? (De bellendierentuin) Kwarantined Krab (Krab in quarantaine) | 8 februari 2020 29 april 2022      | 15 mei 2020 22 juli 2022          |
| 23                   | 264                | Plankton's Intern (De stagiaire van Plankton) Patrick's Tantrum (Patrick flipt) | 30 april 2021 25 februari 2022     | 19 mei 2021 TBA                   |
| 24                   | 265                | Bubble Bass's Tab (Bubbelbas betaalt) Kooky Cooks (Kamikaze koks) | 9 april 2021                       | 20 mei 2021 21 mei 2021           |
| 25                   | 266                | Escape from Beneath Glove World (Ontsnapping uit de handschoenbajes) | 18 januari 2020                    | 18 mei 2020                       |
| 26                   | 267                | Krusty Koncessionaires (Krokante Vertegenwoordigers) Dream Hoppers (Droomsprongen) | 7 november 2020                    | 20 november 2020                  |